# 928 (numero)
Novecentoventotto (928) è il numero naturale dopo il 927 e prima del 929.

## Proprietà matematiche
- È un numero pari.
- È un numero composto con 12 divisori: 1, 2, 4, 8, 16, 29, 32, 58, 116, 232, 464, 928. Poiché la somma dei suoi divisori (escluso il numero stesso) è 962 > 928, è un numero abbondante.
- È un numero malvagio.
- È un numero palindromo nel sistema posizionale a base 13 (565), in quello a base 14 (4A4).
- È un numero palindromo e un numero a cifra ripetuta nel sistema posizionale a base 31 (TT).
- È un numero semiperfetto in quanto pari alla somma di alcuni (o tutti) i suoi divisori.
- È un numero pratico.
- È parte delle terne pitagoriche  (585, 928, 1097), (640, 672, 928), (696, 928, 1160), (928, 1554, 1810), (928, 1740, 1972), (928, 3300, 3428), (928, 3654, 3770), (928, 6696, 6760), (928, 7395, 7453), (928, 13440, 13472), (928, 26904, 26920), (928, 53820, 53828), (928, 107646, 107650), (928, 215295, 215297).

## Astronomia
- 928 Hildrun è un asteroide della fascia principale del sistema solare.
- NGC 928 è un galassia spirale della costellazione dell'Ariete.

## Astronautica
- Cosmos 928 è un satellite artificiale russo.